# Vinnie Fiorello
Vinnie Fiorello (Rahway, 24 giugno 1974) è un batterista, paroliere e produttore discografico statunitense, ex componente e fondatore del gruppo ska punk Less Than Jake, nonché cofondatore delle etichette Fueled by Ramen, Paper + Plastick e, assieme agli altri componenti della band, della Sleep It Off Records.
Trasferitosi dal New Jersey centrale a Gainesville (Florida) per il college, ha frequentato la University of Florida, periodo in cui ha fondato i Less Than Jake assieme ai compagni di stanza. In oltre quindici anni di carriera, la formazione ha attualmente pubblicato 9 album di studio.
Con la Fueled by Ramen ha prodotto album di gruppi tra i quali Panic at the Disco, Paramore, Phantom Planet e Yellowcard.
È anche proprietario dell'industria di giochi e vestiti Wünderland War, precedentemente Monkey vs. Robot, oltre che autore di un libro per bambini, Sometimes Robots Are Happy Being Robots: 13 Stories Looking into the World of Robots.

## Discografia
- 1995 - Pezcore
- 1995 - Losers, Kings, and Things We Don't Understand
- 1996 - Losing Streak
- 1998 - Hello Rockview
- 2000 - Borders & Boundaries
- 2003 - Anthem
- 2006 - In with the Out Crowd
- 2008 - GNV FLA
- 2013 - See the Light